# 絹田村子
絹田村子（9月24日—），日本漫畫家。

## 經歷
奈良縣出身。2008年以〈道行き〉獲得第36屆Comic audition銀之花賞而出道。2012年作品《上帝神佛一家親》獲得第7屆全國書店店員推薦漫畫第13名。
2017年作品《重要參考人偵探》改編為真人版電視劇。

## 作品
絹田村子目前有正式授權中文譯本的作品： 
- 花美男的煩惱!
- 上帝神佛一家親